# Antonio Chenel Albadalejo

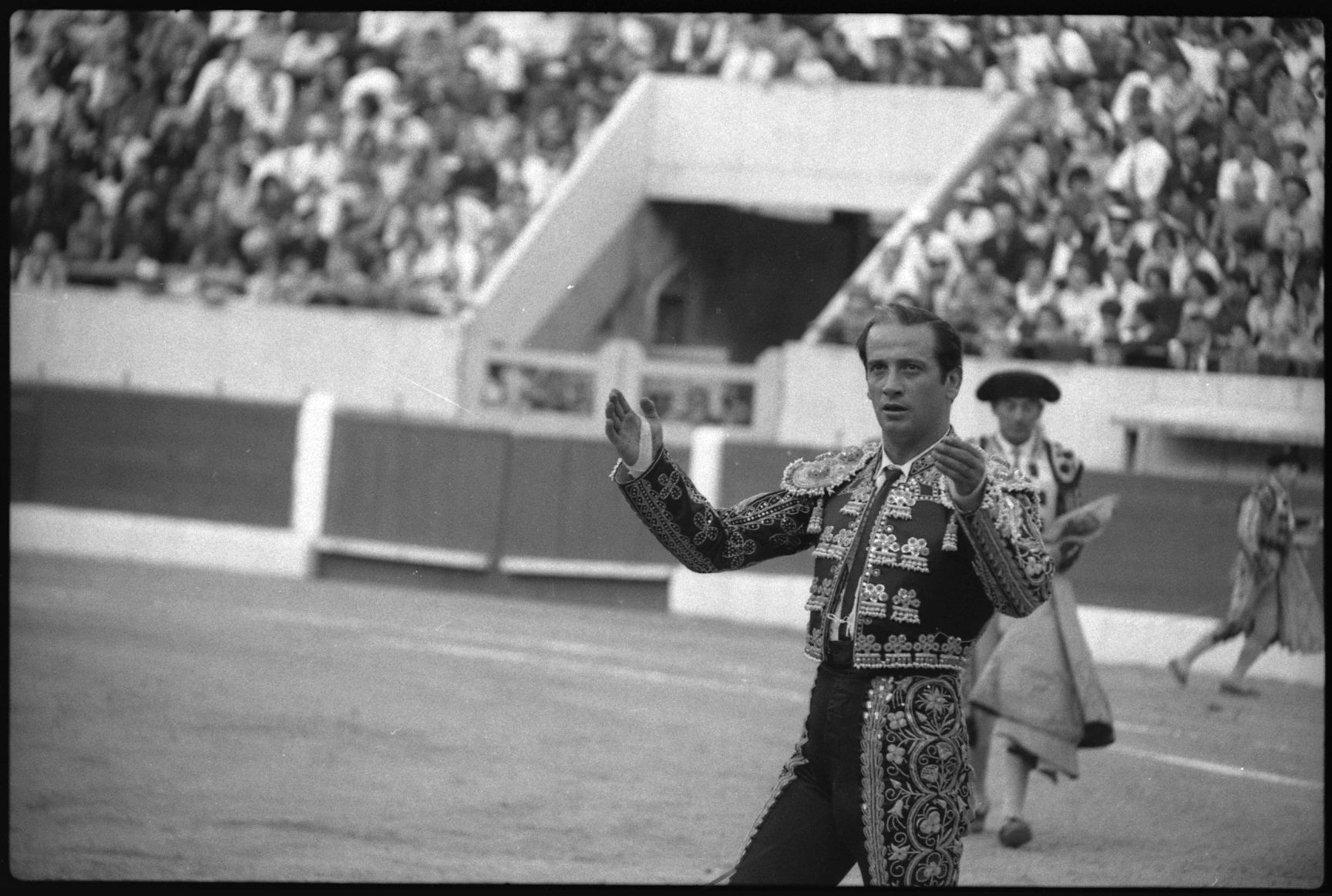
Antonio Chenel Albadalejo, 1966

Antonio Chenel Albadalejo (* 24. Juni 1932 in Madrid; † 22. Oktober 2011 in Majadahonda), genannt Antoñete, war ein spanischer Torero.  

## Leben und Karriere
Antonio Chenel Albadalejo, geboren 1932 in Madrid,  galt als einer der wichtigsten Stierkämpfer des 20. Jahrhunderts. Er war beteiligt an der Entwicklung des Osborne-Stiers. 2001 wurde er mit der Medalla de Oro al Mérito en las Bellas Artes ausgezeichnet.